# Tulestationen

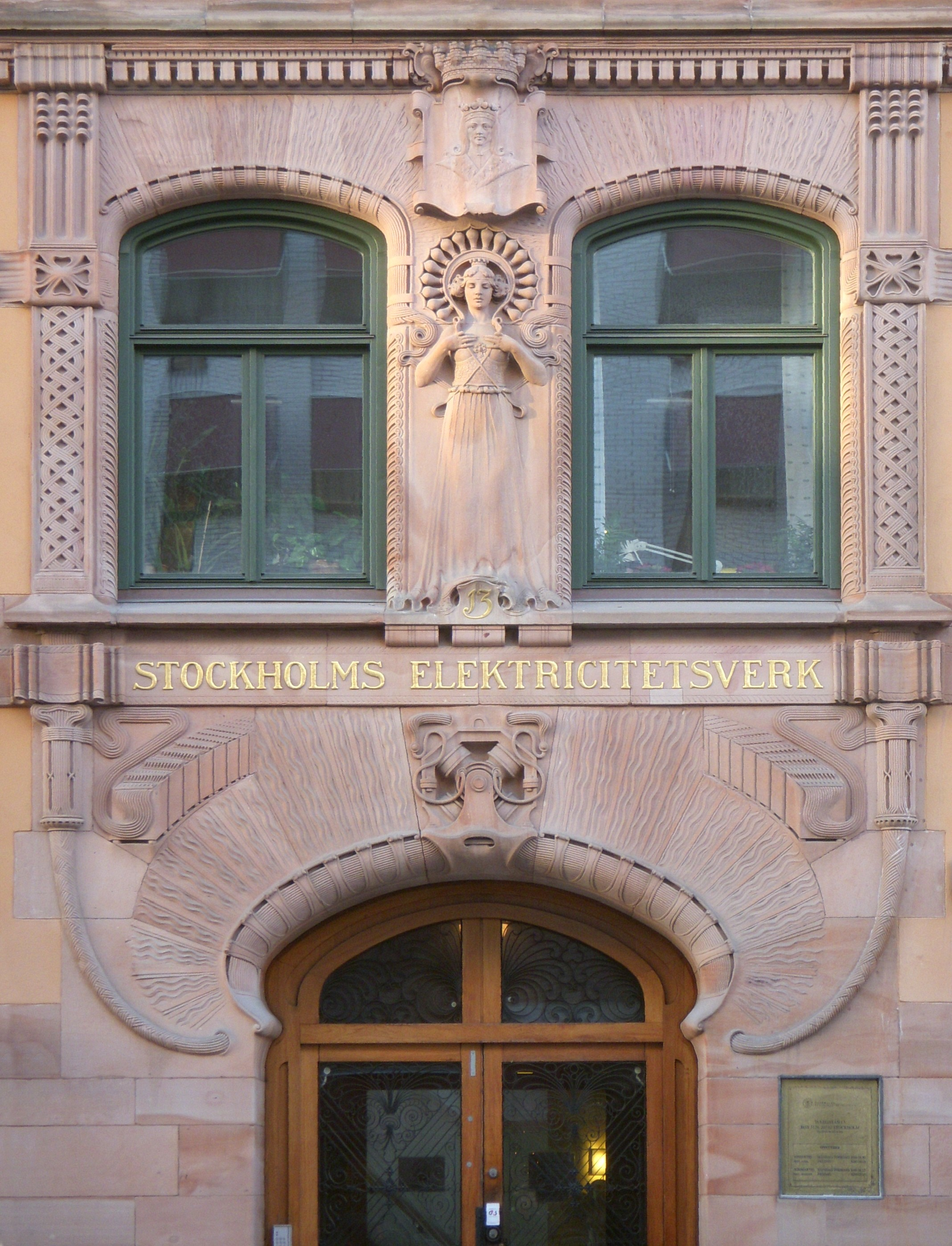
Tulestationens huvudentré.

Tulestationen, eller Stockholms elektricitetsverkets huvudstation, är en byggnad vid Tulegatan 7–13 i Vasastan i Stockholm. Byggnaden är en av flera liknande stationer som ritades av arkitekten Ferdinand Boberg åren 1902–1906.

## Historik

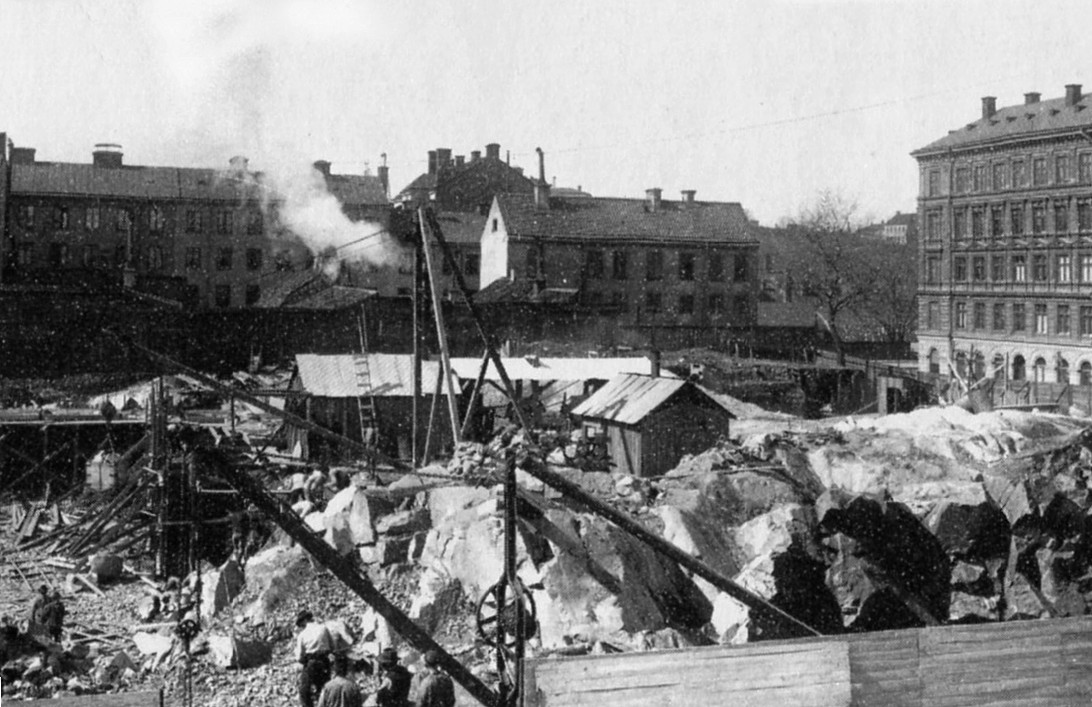
Grundläggningsarbeten, 1901.

Anläggningen vid Tulegatan skulle bli Stockholms elektricitetsverks huvudstation. När Värtaelverket invigdes 1903 blev Tulestationen även en av flera understationer där den i Värtaverket producerade växelströmmen omvandlades till likström, som var den vanliga distributionsformen vid denna tid.
Längs Tulegatan uppfördes den gulputsade kontorsdelen samt intilliggande verkstadsbyggnader. Gavlar och entréer är utförda av röd Övedskloster-sandsten. Portalen över huvudentrén (Tulegatan13) är rikt dekorerad med elektricitetsanknutna motiv som glödlampor, batterier, kabelknippen och en mycket realistisk generator över entrén, allt är utförd i den röda sandstenen. Mellan fönstren över huvudingången står en barbröstad kvinnogestalt som håller i ledningarna till en ljuskrans av glödlampor runt hennes huvud, över henne vakar S:t Erik. Över fönster- och portvalv sprakar elektriska flammor.  Ursprungligen hade Boberg tänkt sig en monumental (fungerande) ljusglob på ett torn på byggnadens tak, den blev dock inte förverkligad. Dagens Nyheter skrev 1903 efter en förhandstitt under byggnadsarbetena: ”…den är storstadsmässig, och Tulestationen torde en gång bli en verklig sevärdhet.”
Vid Tulestationen finns sedan 1960 Bobergs berömda portvalv från Brunkebergsverket vid Regeringsgatan, som var Stockholms första elektricitetsverk och som producerade elektricitet mellan åren 1892–1911. När Brunkebergsverket revs 1960 för att ge plats åt varuhuset NK:s tillbyggnad tog man hand om Bobergs skapelse och flyttade den till Tulegatan.

## Bilder

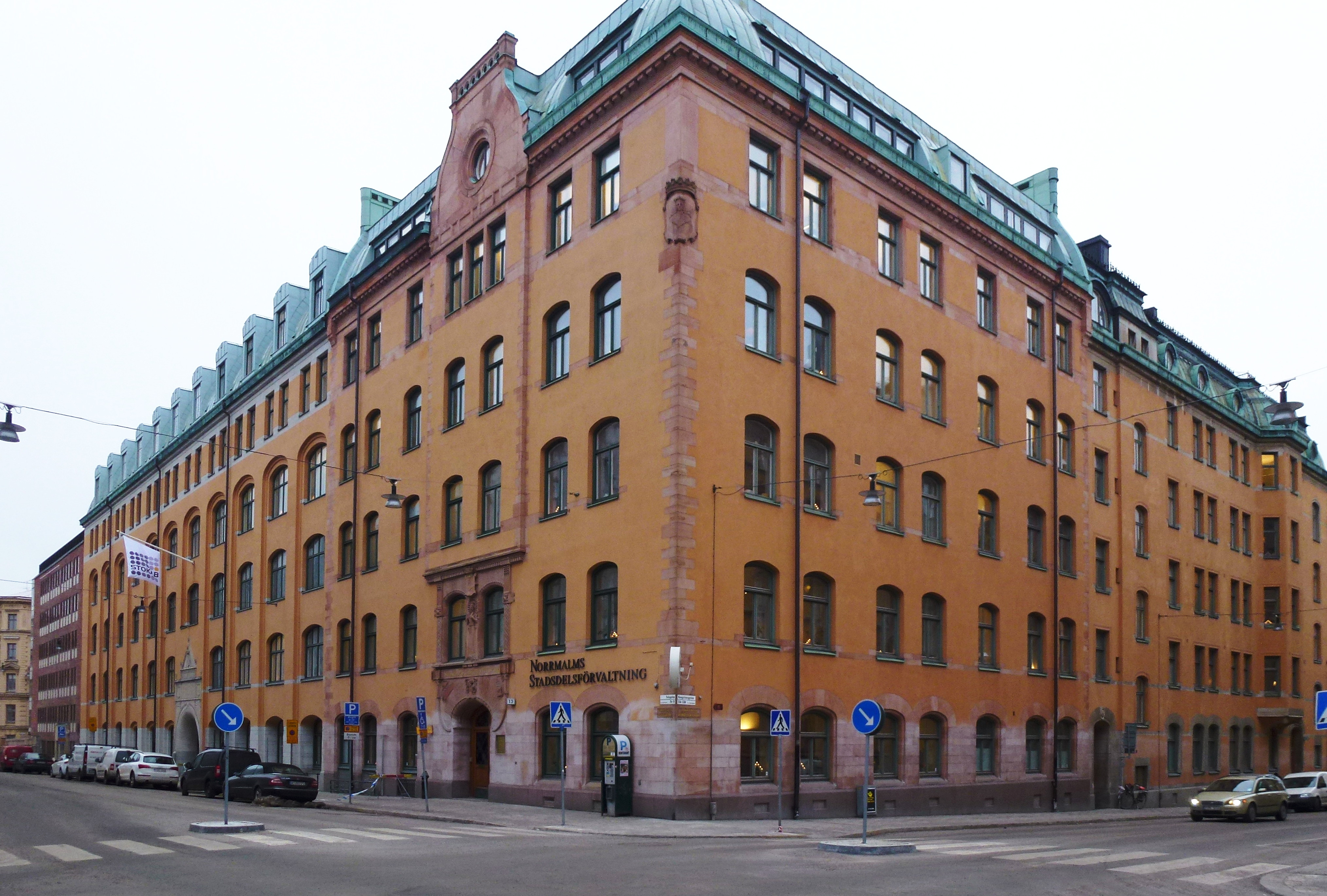
Fasaderna mot Tulegatan/Kungstensgatan, 2013
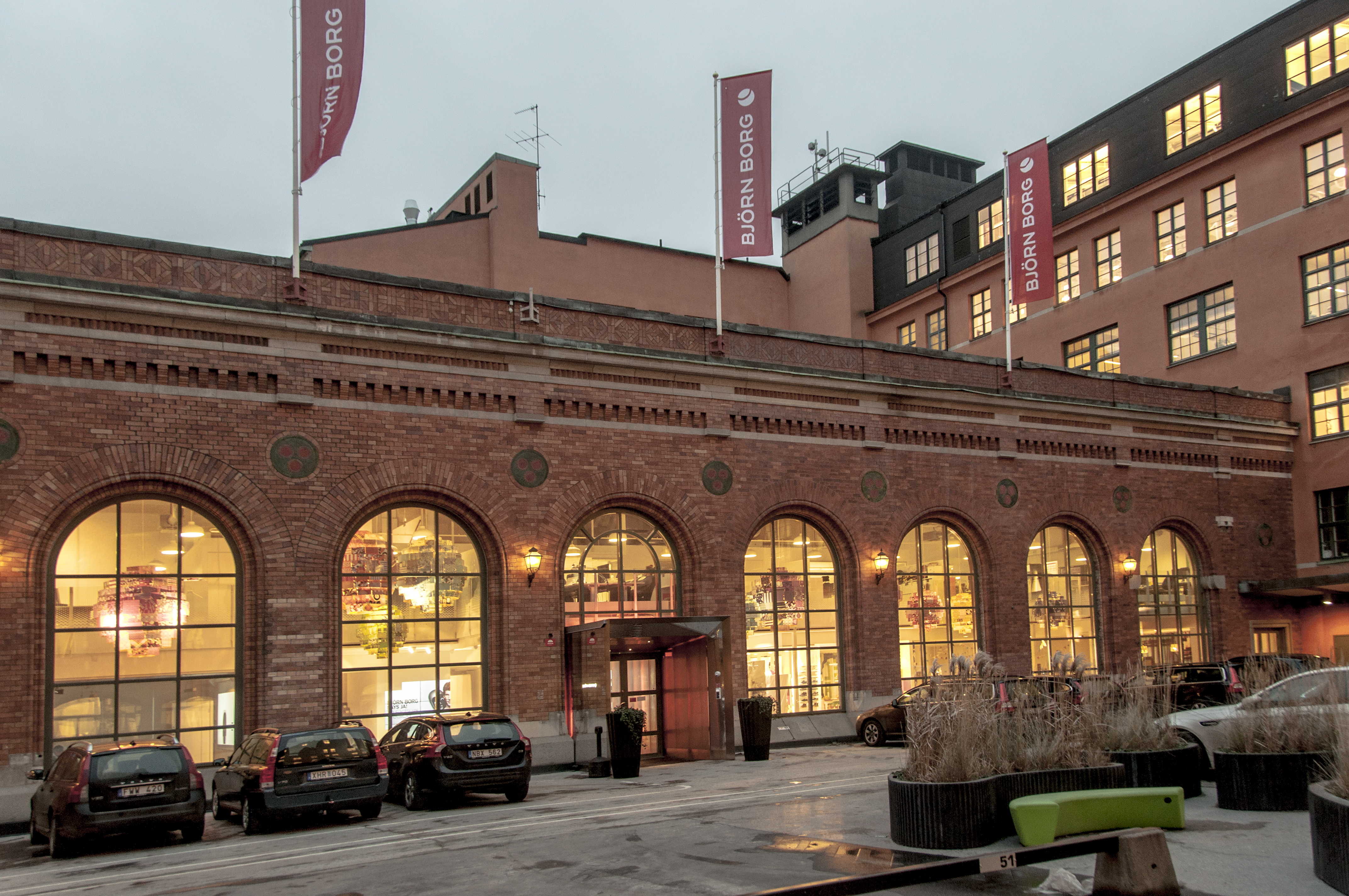
Stationens maskinhall, 2014
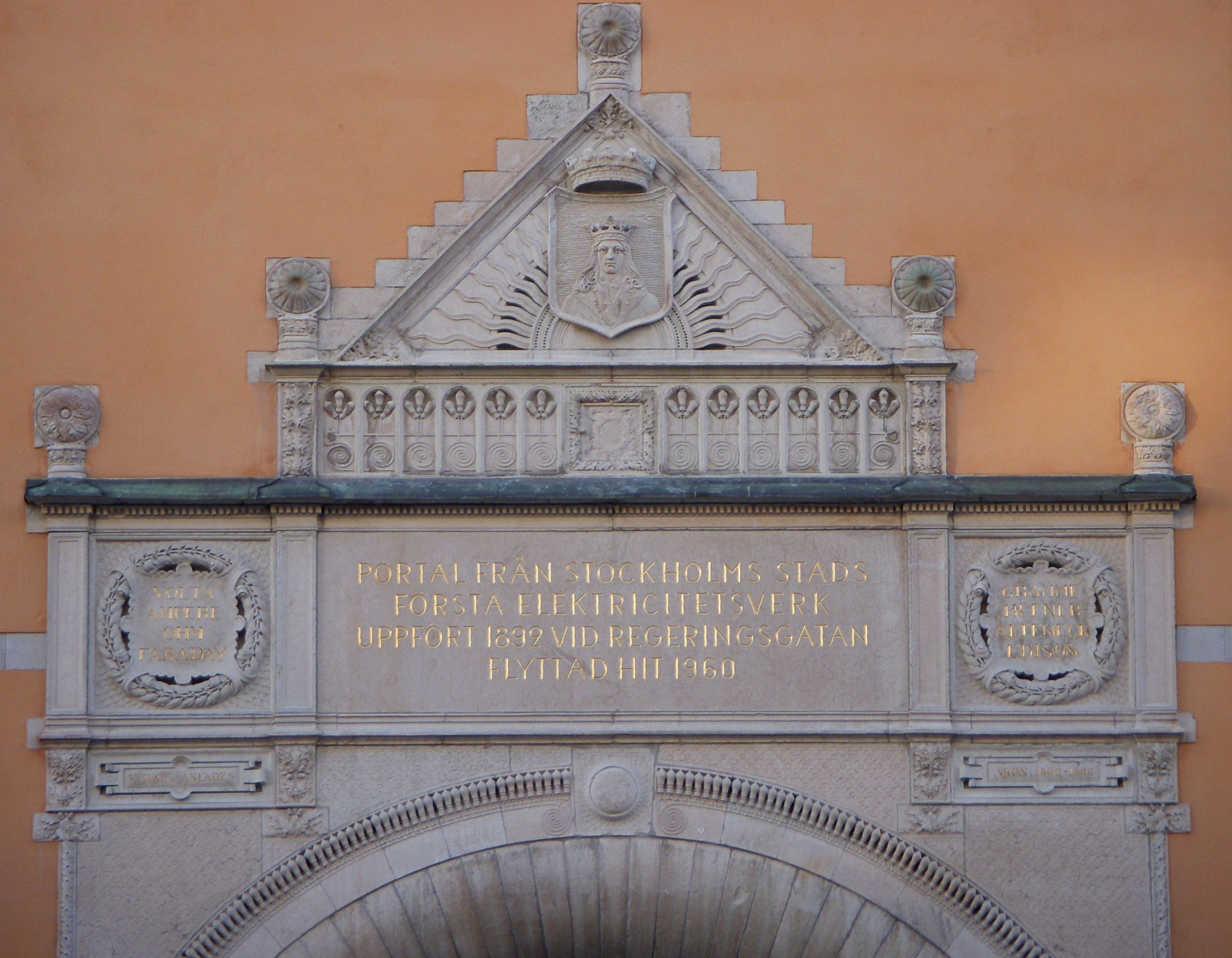
Brunkebergsverkets återuppsatta portal, 2008
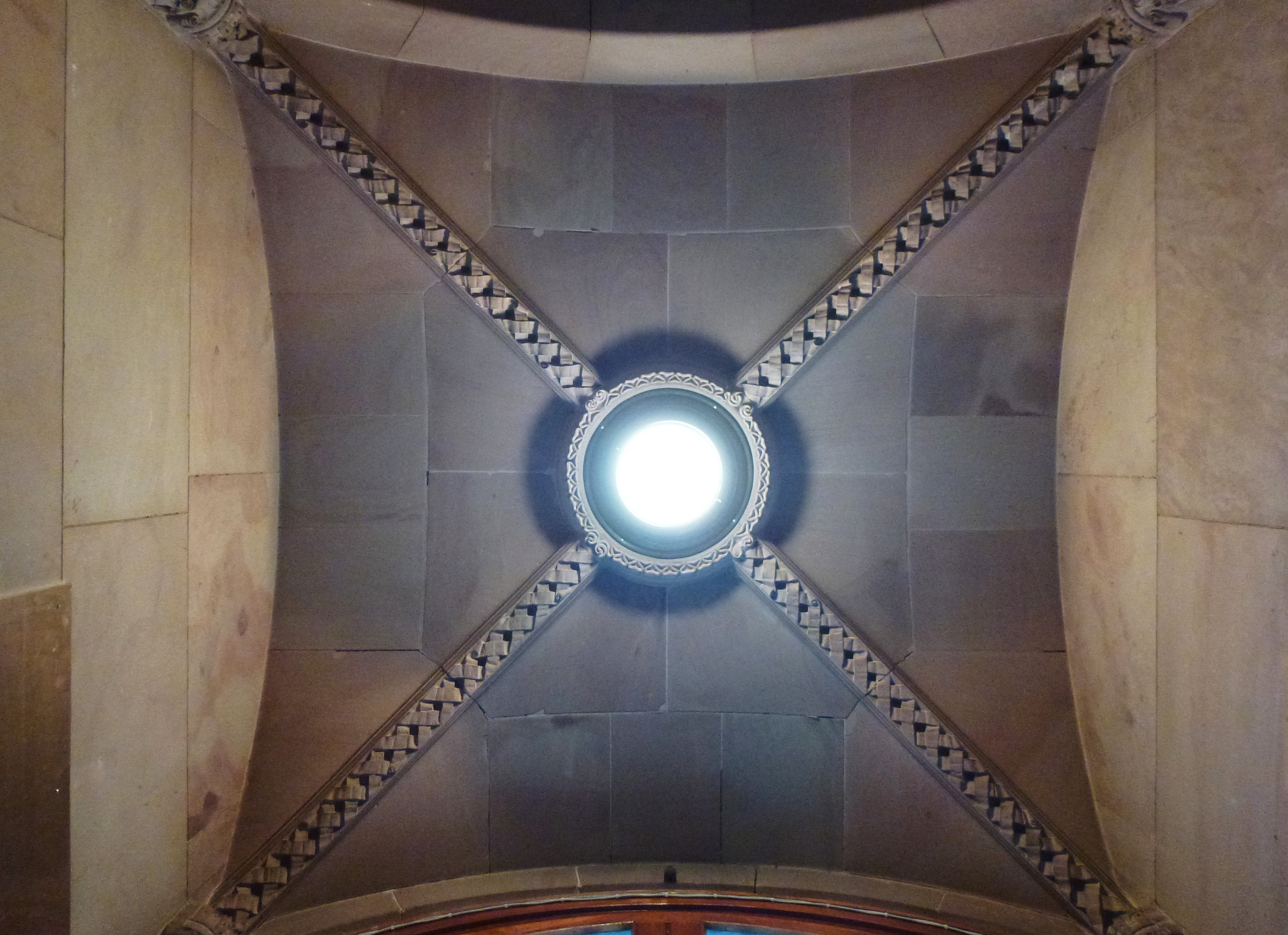
Taket, valvet i entrén, 2013
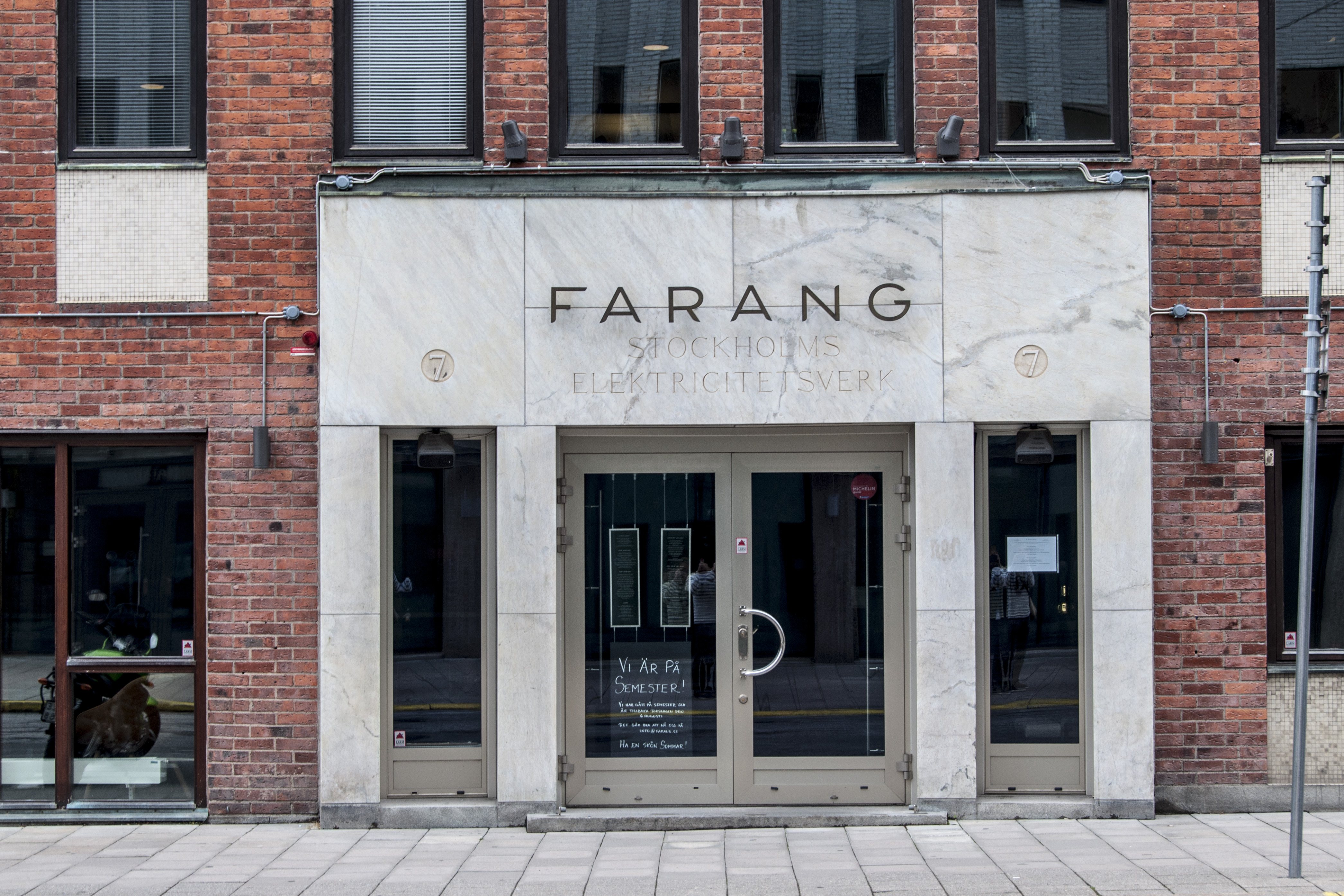
Farang Tulegatan 7